# William B. Johnson
William B. Johnson (ur. 5 grudnia 1944 w Palo Alto) – amerykański matematyk specjalizujący się w analizie funkcjonalnej (w szczególności, w teorii przestrzeni Banacha) oraz rachunku prawdopodobieństwa.

## Życiorys
Johnson ukończył Southern Methodist University w 1966, a następnie uzyskał doktorat na Iowa State University w 1969 pod kierunkiem Jamesa A. Dyera. Pracował na University of Houston i Uniwersytecie Stanu Ohio; od 1984 pracuje na Texas A&M University.
W 2007 odznaczony medalem im. Stefana Banacha przez Polską Akademię Nauk. Od 2012 członek rzeczywisty American Mathematical Society. Od nazwiska Johnsona pochodzą nazwy lematu Johnsona-Lindenstraussa oraz przestrzeni Johnsona-Lindenstraussa.
W 2018 roku wygłosił wykład sekcyjny na Międzynarodowym Kongresie Matematyków w Rio de Janeiro.